# Rhopalura granosa
Rhopalura granosa är en djurart som beskrevs av Atkins 1933. Rhopalura granosa ingår i släktet Rhopalura, och familjen Rhopaluridae. Inga underarter finns listade i Catalogue of Life.